# Audenge
Audenge is een gemeente in het Franse departement Gironde (regio Nouvelle-Aquitaine). De plaats maakt deel uit van het arrondissement Arcachon. Audenge telde op 1 januari 2022 9.550 inwoners.
De zoutmoerassen aan de kust werden van oudsher gebruikt voor zoutwinning. In de 18e eeuw kwam daar viskweek bij. Een voorbeeld hiervan is het domein van Certes, gebouwd in de 19e eeuw.

## Geografie
De oppervlakte van Audenge bedroeg op 1 januari 2022 82,09 vierkante kilometer; de bevolkingsdichtheid was toen 116,3 inwoners per km².

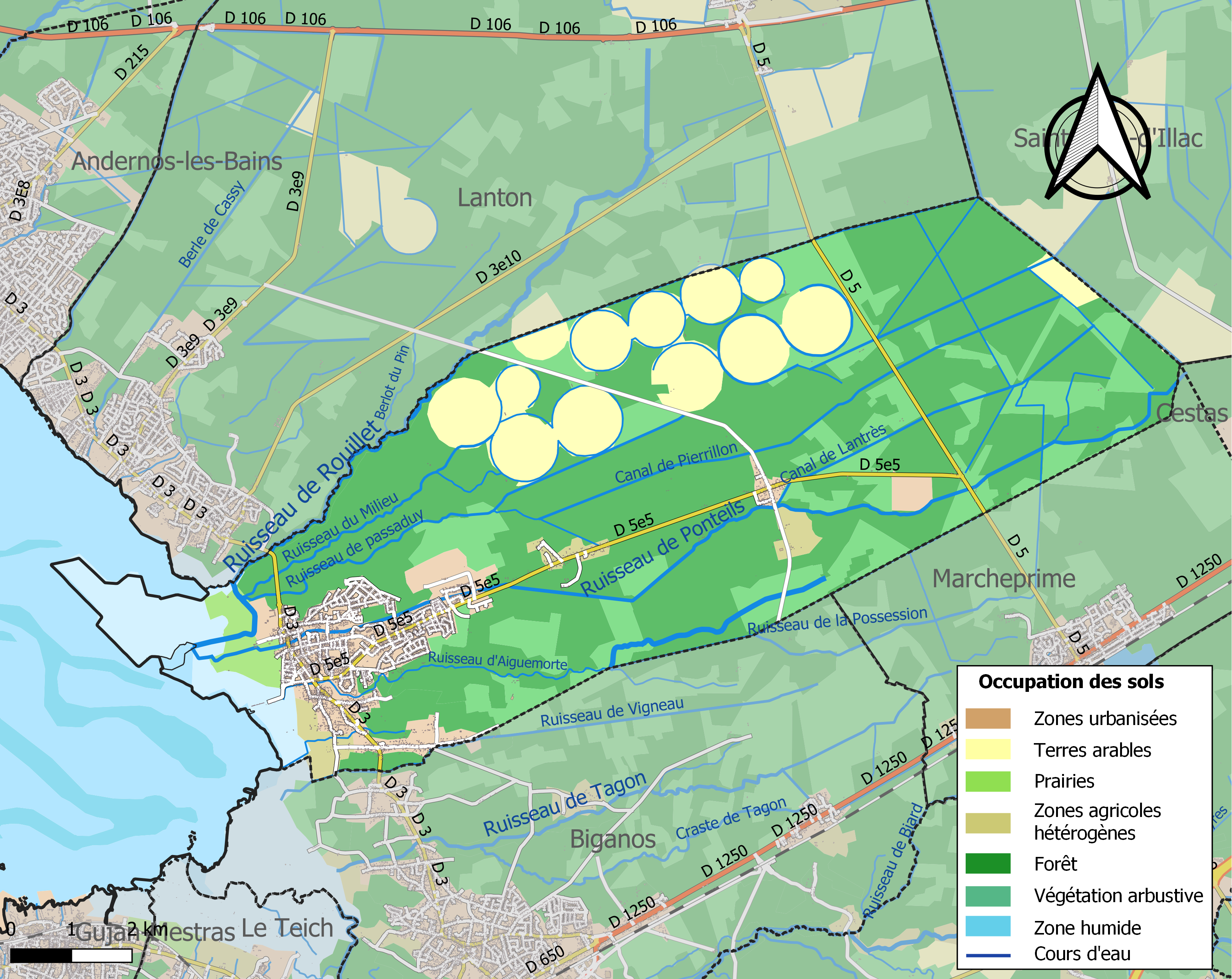
Kaart van de gemeente met belangrijkste infrastructuur, bodemgebruik en omliggende gemeenten

## Demografie
Onderstaande figuur toont het verloop van het inwonertal (bron: INSEE-tellingen).

## Geboren
- Mathias Le Turnier (1995), wielrenner